# Her Painted Hero
Her Painted Hero é um curto filme de comédia norte-americano de 1915, dirigido por F. Richard Jones e escrito por Mack Sennett.

## Elenco
- Hale Hamilton
- Charles Murray
- Slim Summerville
- Polly Moran
- Harry Booker